# Malpighia adamsii
Malpighia adamsii är en tvåhjärtbladig växtart som beskrevs av J. Vivaldi. Malpighia adamsii ingår i släktet Malpighia och familjen Malpighiaceae. Inga underarter finns listade i Catalogue of Life.